# Panhard & Levassor Type X17
Der Panhard & Levassor Type X17 war ein Pkw-Modell von 1911, das bis 1913 gebaut wurde. Hersteller war Panhard & Levassor in Frankreich.

## Beschreibung
Der Motor des Panhard & Levassor Type X17 war ein Vierzylinder mit 2614 cm³ Hubraum (80 mm Bohrung, 130 mm Hub). Der Motor war nach dem Prinzip von Knight aufgebaut, also mit Schiebern statt Ventilen, und hatte einen besonders ruhigen Lauf. Wie die meisten Fahrzeuge dieser Zeit hatte der Type X17 ein Fahrgestell, auf das die Karosserie aufgesetzt war, Frontmotor, Kardanwelle und Hinterradantrieb. Das Getriebe hatte vier Gänge.
Der Radstand betrug 3125 mm und die Spurweite 1395 mm. Erhältlich war noch ein zweiter Radstand von 3275 mm. Die Reifen hatten ein Größe von 820 × 120.
Bekannt sind Aufbauten als Coupé Avant Torpedo.
Der Preis für das Chassis des Type X17 lag bei 10.500 Francs in der Grundausstattung mit Bereifung. Das Leergewicht von 840 kg bis 860 kg wurde ohne Bereifung angegeben. Der Preis als Landaulet lag bei 14.500 Francs, als Coupé Avant Torpedo bei 15.100 Francs, als zweisitzige Limousine bei 13.600 Francs, als viersitzige Limousine bei 14.300 Francs, als Torpedo bei 12.900 und als Coupé bei 14.500 Francs.
Das Typenprogramm straffte Panhard & Levassor 1913 gegenüber den Vorjahren deutlich.
So gab es im Jahr 1913 vier Motoren mit Ventilsteuerung mit 10, 12, 24 und 28 CV und drei Motoren mit Knight-Schiebersteuerung mit 15, 20 und 30 CV. Als Karosserievarianten standen Landaulet, Landaulet mit Torpedoausführung, zweisitzige Limousinen, viersitzige Limousinen, Torpedo und Coupévarianten zur Verfügung. Als zusätzliche Ausführung war ein Lieferfahrzeug erhältlich.

## Produktionszahlen Type X17
Gesamtproduktion 204 Fahrzeuge von 1911 bis 1913
|     | Jahr | 1911 | 1912 | 1913 | Summe |
| --- | ---- | ---- | ---- | ---- | ----- |
| X17 |      | 1    | 178  | 25   | 204   |